# Imenoforo
L'imenoforo è la parte di un fungo sulla quale si sviluppa l'imenio.

## Descrizione

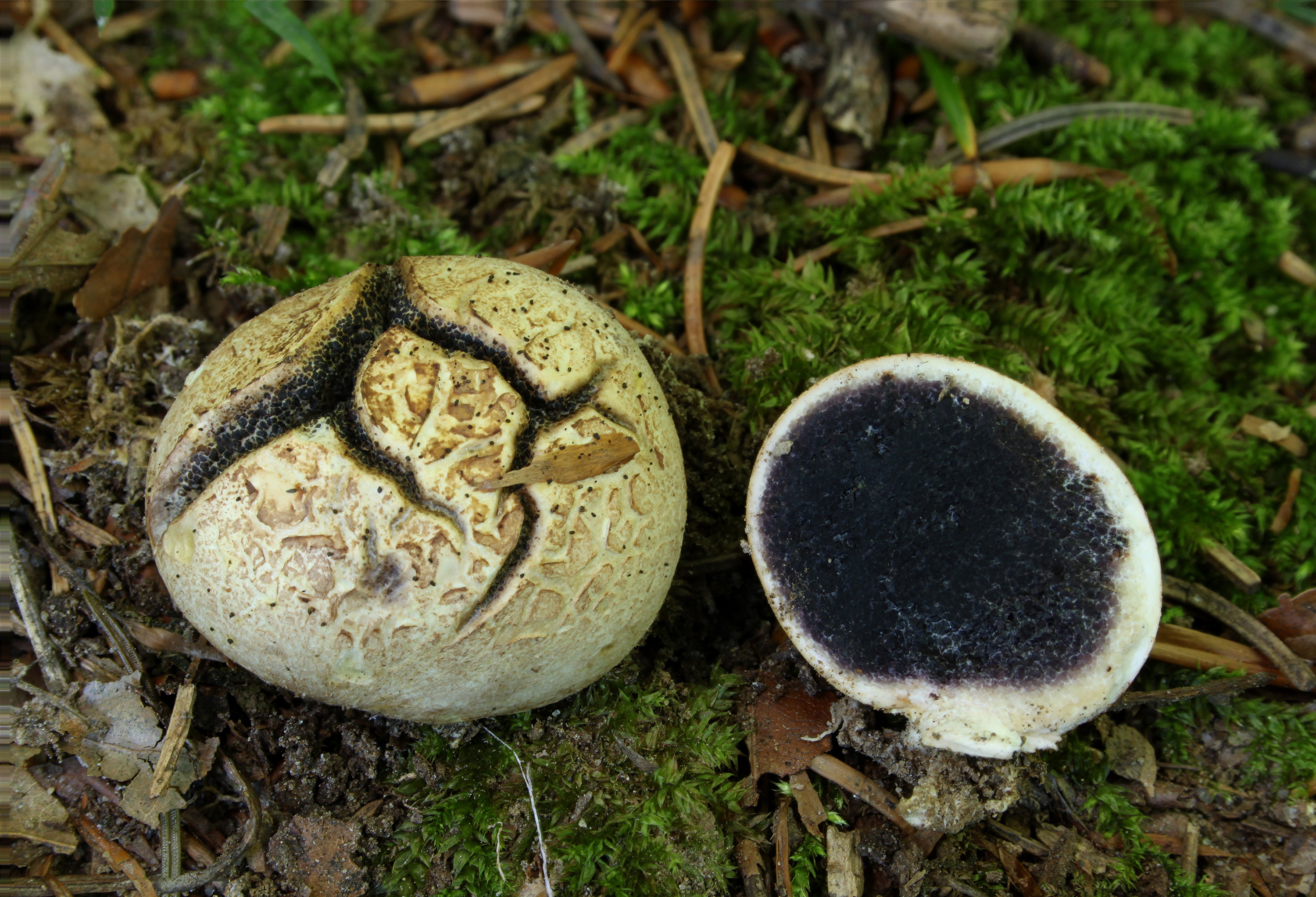
La gleba a maturità in Scleroderma citrinum

L'imenoforo è  formato da un insieme di elementi cellulari fertili (aschi o basidi) che producono e portano a maturazione le spore, e di altri elementi sterili (parafisi, peli, cistidi, etc.) con svariate funzioni strutturali  non sempre del tutto conosciute.
Il suo aspetto spesso ha una notevole importanza sistematica. Con lo stesso termine qualche volta si indica anche l'intero corpo fruttifero dei funghi.

## Tipi di imenoforo
L'imenoforo può essere:
- con lamelle e lamellule, presente in tutte le specie di agaricali;
- con tubuli e pori, come nelle Boletaceae e nelle Polyporaceae;
- ad aculei, come nelle Hydnaceae e in alcune Thelephoraceae;
- liscio, tipologia più diffusa nell'ambito degli Ascomycetes;
- a pieghe (anche dette pliche o pseudo-lamelle[4]), come nelle Cantharellaceae.

In alcuni gruppi di funghi, come quelli un tempo raggruppati nei Gasteromycetidae, l'imenoforo è interno e prende il nome di "gleba".
Esempi di imenofori

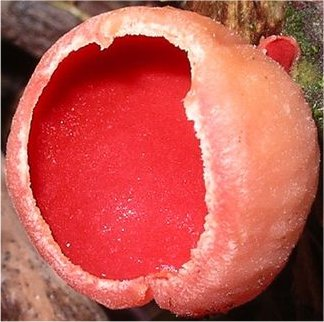
Imenoforo liscio
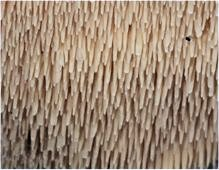
Imenoforo ad aculei
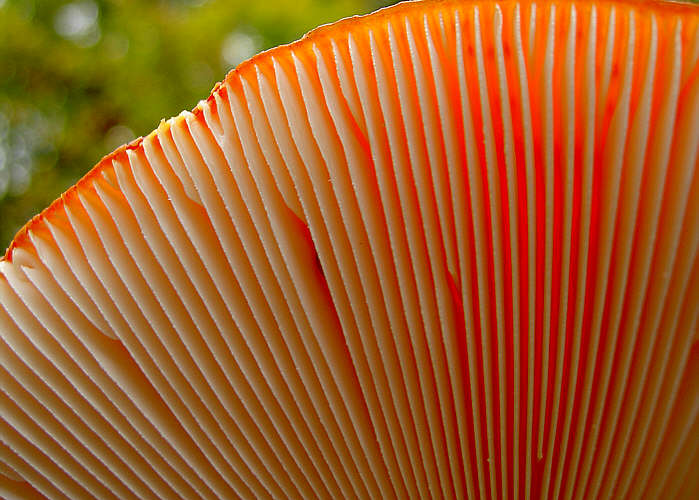
Imenoforo con lamelle
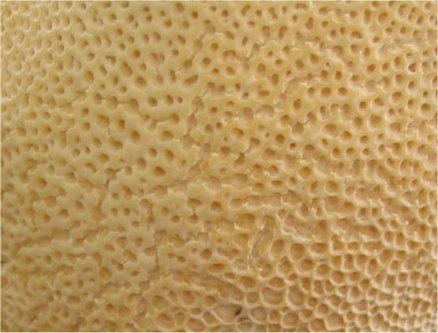
Imenoforo con tubuli e pori
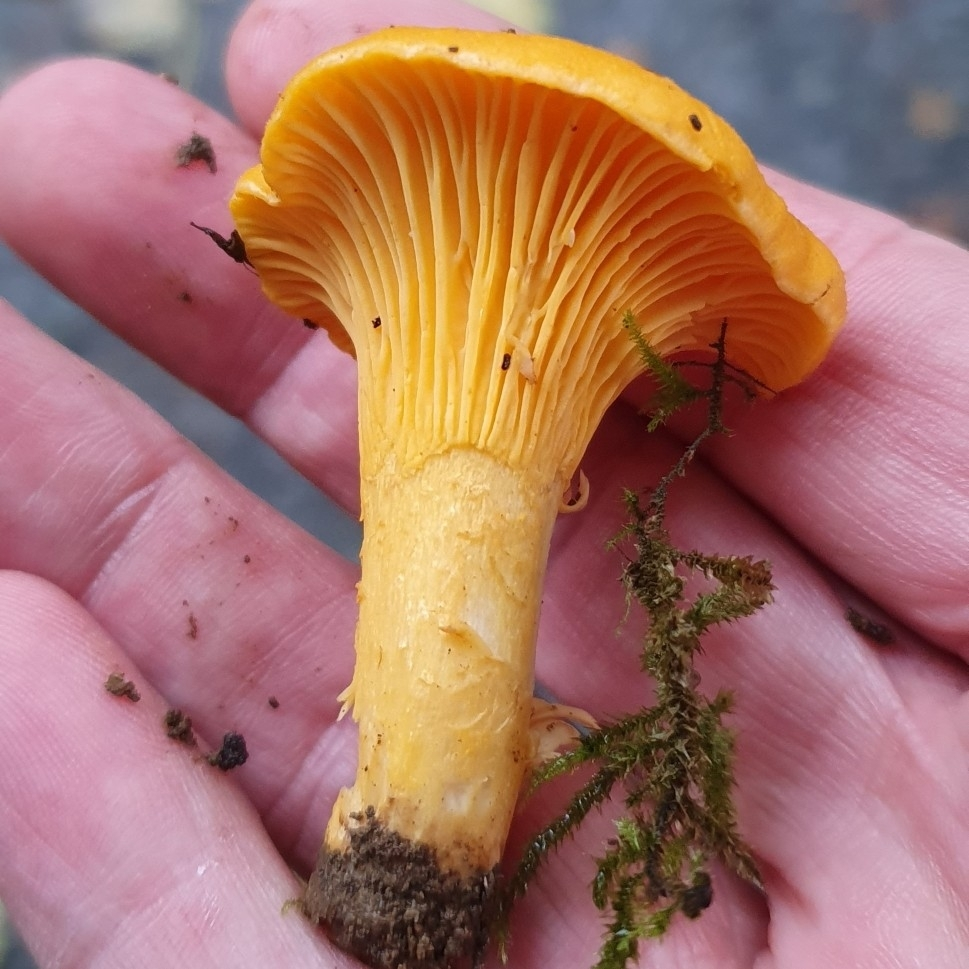
Imenoforo a pieghe